# Мейлен, Адам Франс ван дер
А́дам Франс ван дер Ме́йлен, Антуан Франсуа ван дер Мёлен, или Мелюн (нидерл. Adam Frans van der Meulen, François van der Meulen, François Vandremelle, Anthony Francois vander Meulen, Antoine François van der Meulen, Monsieur de Melun; 11 января 1632, Брюссель, Испанские Нидерланды — 15 октября 1690, Париж, Королевство Франция) — фламандский живописец, рисовальщик, акварелист и гравёр, большую часть жизни работавший во Франции; один из основоположников батального жанра живописи и гравюры, видный представитель «большого стиля» Людовика XIV. Писал «сражения», сцены охоты, пейзажи, виды королевских замков и парадные портреты. Он создавал рисунки для гравюр и картоны для шпалер.

## Биография
Адам Франс ван дер Мейлен родился в Брюсселе, крещён 11 января 1632 года. Он был старшим из семи детей Питера ван дер Мейлена и его второй жены Марии ван Стенвеген. Его отец был уважаемым нотариусом. Адам был зарегистрирован 5 марта 1651 года в качестве мастера брюссельской Гильдии Святого Луки как ученик Питера Снайерса.
Репутация и мастерство Адама в изображении батальных и охотничьих сцен и, в особенности, рисования лошадей, достигли Франции. Художника вызвали в Париж, где 1 апреля 1664 года он поступил на службу королю. Жан-Батист Кольбер, в то время управляющий зданиями, искусствами и мануфактурами (surintendant des Bâtiments, Arts et Manufactures), а затем министр финансов, как полагают, стоял за королевским назначением ван дер Мейлена. Кольберу было поручено увековечить военные успехи Людовика XIV. Для достижения этой цели он решил создать серию шпалер, на которых будут изображены героические деяния короля.

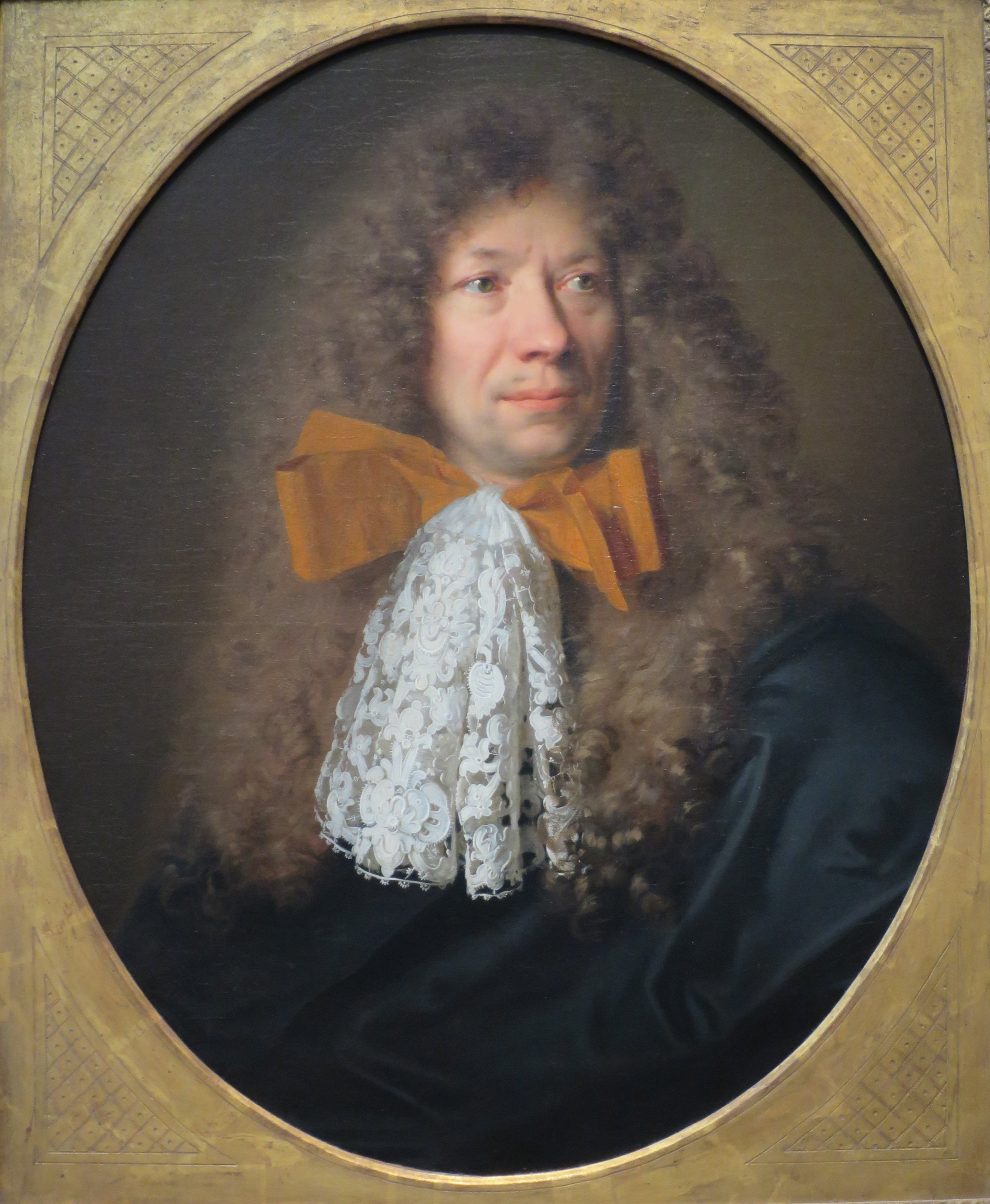
Н. де Ларжильер. Портрет господина (предположительно А. ван дер Мейлена). Дерево, масло. 1680. Музей изобразительных искусств, Сан-Франциско, Калифорния, США

Под руководством первого живописца короля Шарля Лебрена, назначенного руководителем Королевской мануфактуры Гобеленов, ван дер Мейлен участвовал в разработке картонов для нескольких серий тканых ковров. Сначала он работал над серией «История короля», для которой рисовал батальные сцены. Поскольку работа обширной, ван дер Мейлен пригласил в качестве помощников других фламандских художников.
С 1668 года ван дер Мейлен работал над серией гобеленов под названием «Королевские замки» (Maisons royales). Успехи ван дер Мейлена во Франции были стремительны. Его годовая зарплата на мануфактуре Гобеленов регулярно увеличивалась, и в 1666 году он был одним из самых высокооплачиваемых художников. Он сопровождал короля Людовика XIV во время его кампании во Фландрии и рисовал с натуры города, осаждаемые французами, включая Тюрнхаут, Кортрейк, Ауденарде, Алст и Лилль. Его картины, изображающие военные кампании 1667 года, настолько восхитили короля, что с того времени ван дер Мейлену было приказано сопровождать короля во всех военных экспедициях.
В 1669 году художник получил королевскую привилегию на воспроизведение своих произведений в гравюрах. Многие художники гравировали с картин ван дер Мейлена. В 1673 году он был назначен «ординарным живописцем короля» (Рeintre ordinaire du Roy). В том же году он был принят в Королевскую академию живописи и скульптуры без необходимости подавать программное произведение. В 1681 году он получил звание советника Академии и в 1688 году главного советника.
Батальные картины Адама ван дер Мейлена, в том числе выполненные для Королевского павильона в Марли, имел большой успех. Они привели к распространению моды на украшение дворцов и общественных зданий картинами, изображающими военные сцены.
Ван дер Мейлен создал множество этюдов лошадей. Его этюды лошадей составили справочник, который каждый художник мог использовать в своих композициях, а также для подготовки учеников. Так голландский гравёр Ян ван Хухтенбург награвировал серию зарисовок с лошадьми, павшими в бою. Ван дер Мейлен собрал нескольких гравёров для гравирования своих рисунков и картин. Многие из них были выходцами из Фландрии и Голландской Республики, например Адриан Франс Будевейнс, Авраам Геноэлс, Ян ван Хухтенбург и Ромейн де Хоге. Французский гравёр Робер Боннар обучался у ван дер Мейлена и продавал гравюры от его имени. Они предназначались для клиентуры частных клиентов. Позже Мейлен нанял издателей и торговцев для распространения своих гравюр. В 1670 году он подготовил для Королевского кабинета тринадцать крупномасштабных гравюр, изображающих осады, взятия городов и виды королевских замков. Они были приобретены Короной и опубликованы Королевской типографией в 1679 году. Художнику удалось продать королю в 1685 году гравюры, отпечатанные с новых пластин, а затем организовать продажу публике второго издания гравюр, представляющего серию «Королевских завоеваний», которые он сделал для Марли.
Адам ван дер Мейлен был учителем художника-баталиста Жан-Батиста Мартена. Прославленный Лебрен выдал за выдающегося мастера свою племянницу. Брат художника, Питер, был скульптором, и жил в Англии.
В санкт-петербургском Эрмитаже имеется десять картин ван дер Мейлена.

## Галерея

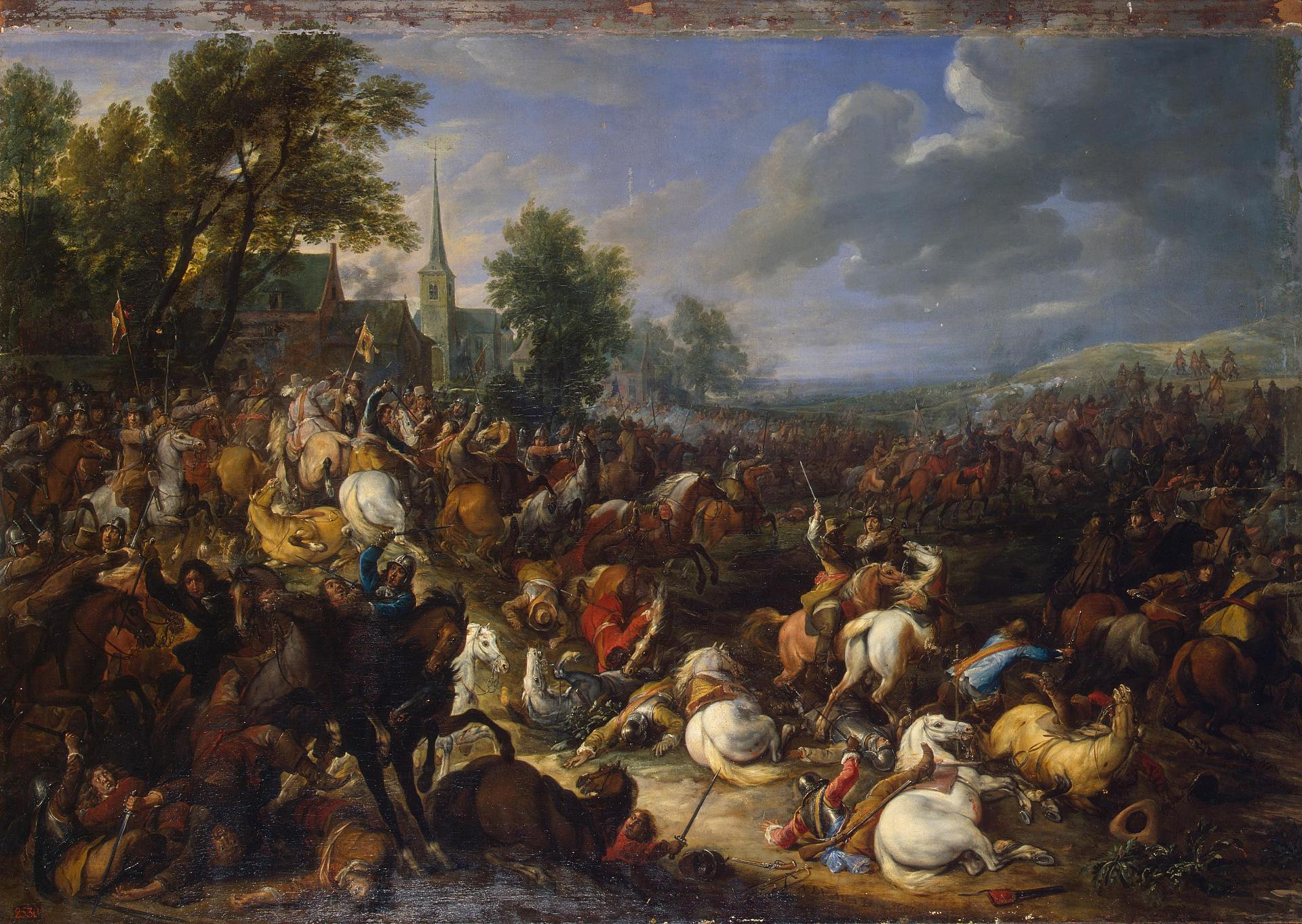
Кавалерийская схватка. 1657. Холст, масло. Государственный Эрмитаж, Санкт-Петербург
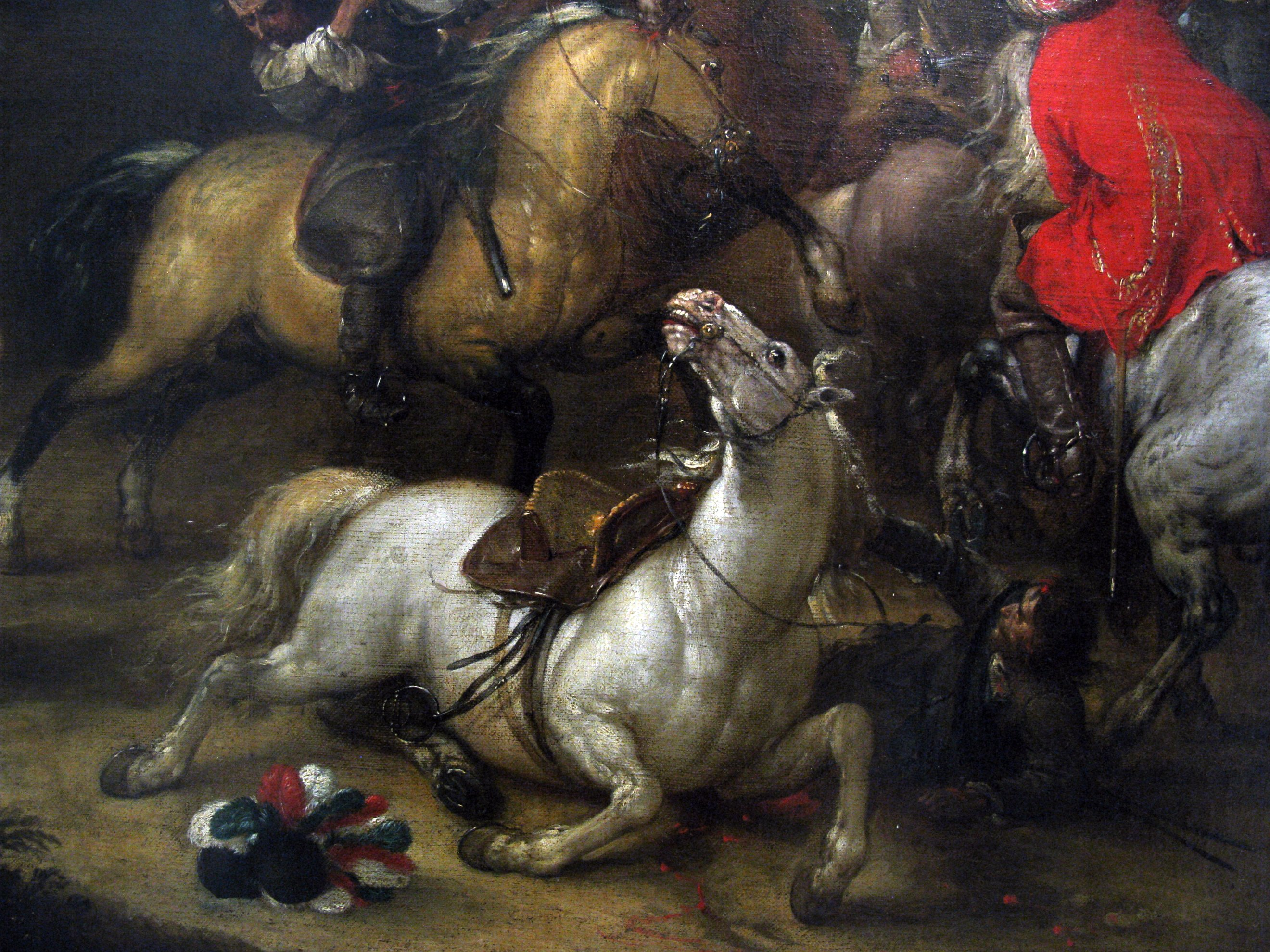
Деталь картины «Батальная сцена»
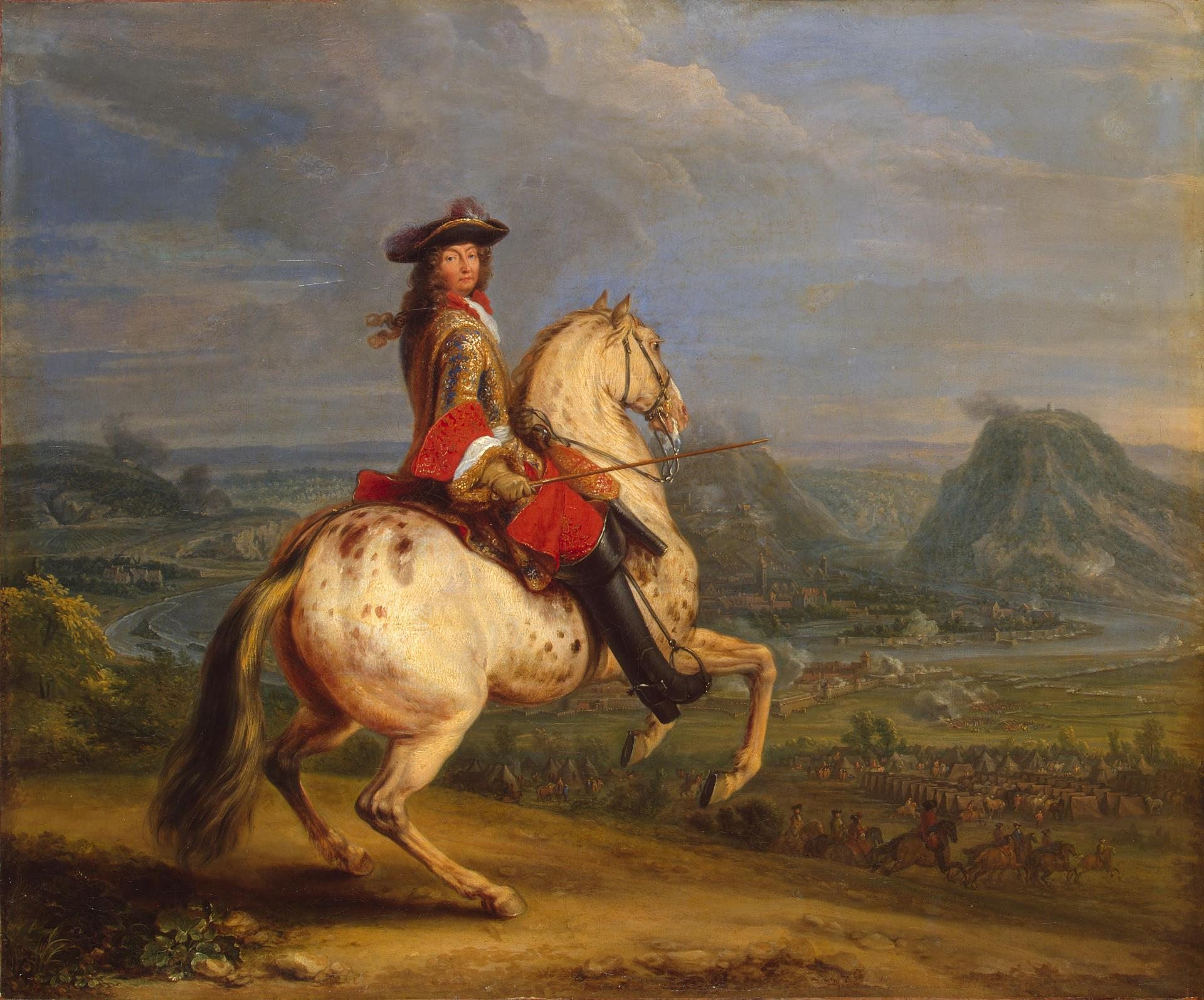
Людовик XIV при взятии Безансона. 1674. Холст, масло. Государственный Эрмитаж, Санкт-Петербург
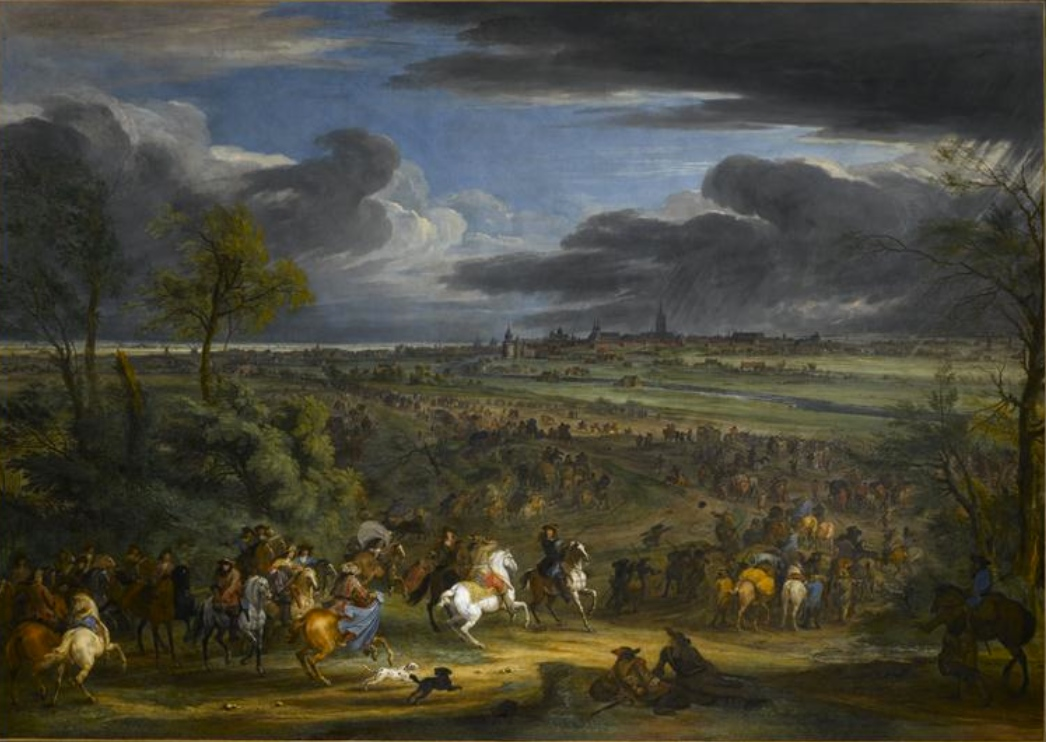
Марш королевской армии на Кортрейк 18 июля 1667 года. Между 1667 и 1690. Холст, масло. Версаль
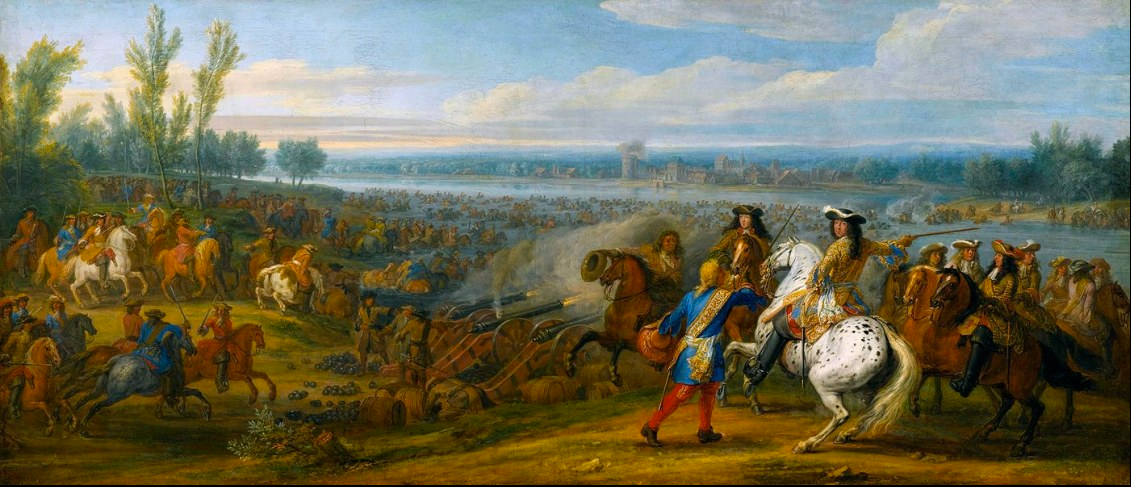
Переправа через Рейн 12 июня 1672 года. После 1672. Холст, масло. Лувр, Париж
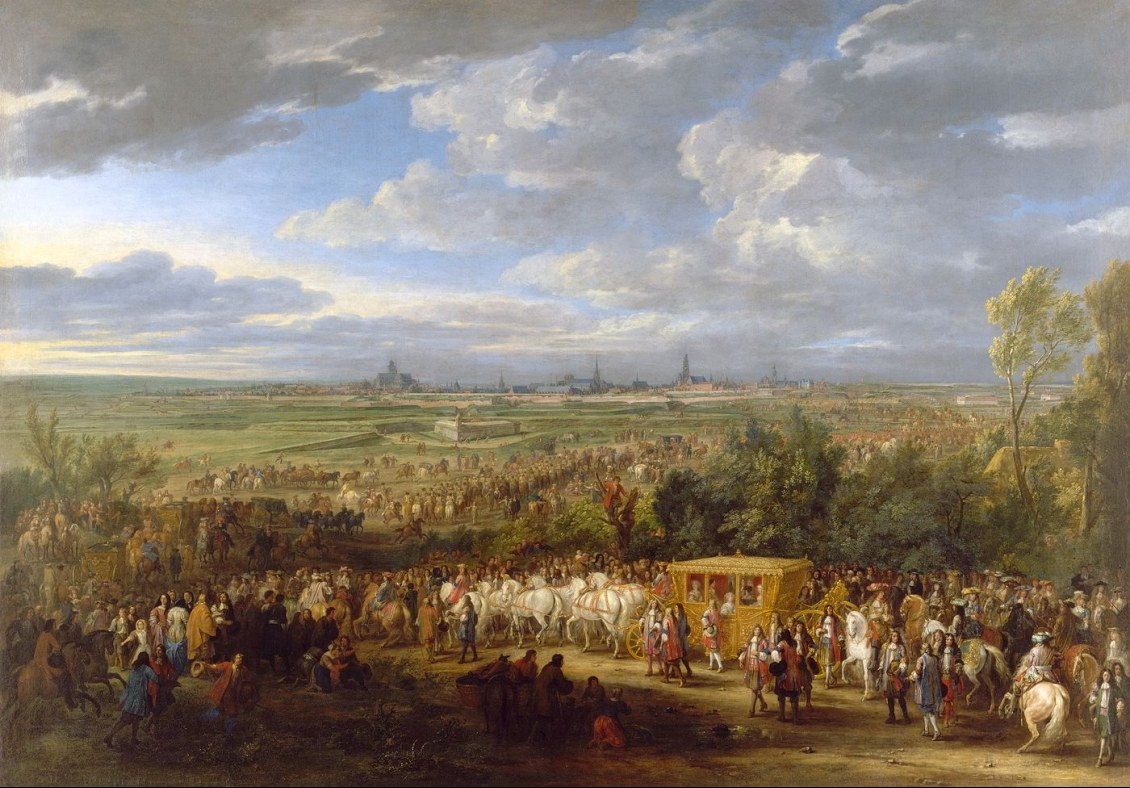
Вступление короля Людовика XIV и королевы Марии-Терезии в Аррас 30 июля 1667 года. Между 1700 и 1725. Холст, масло. Версаль
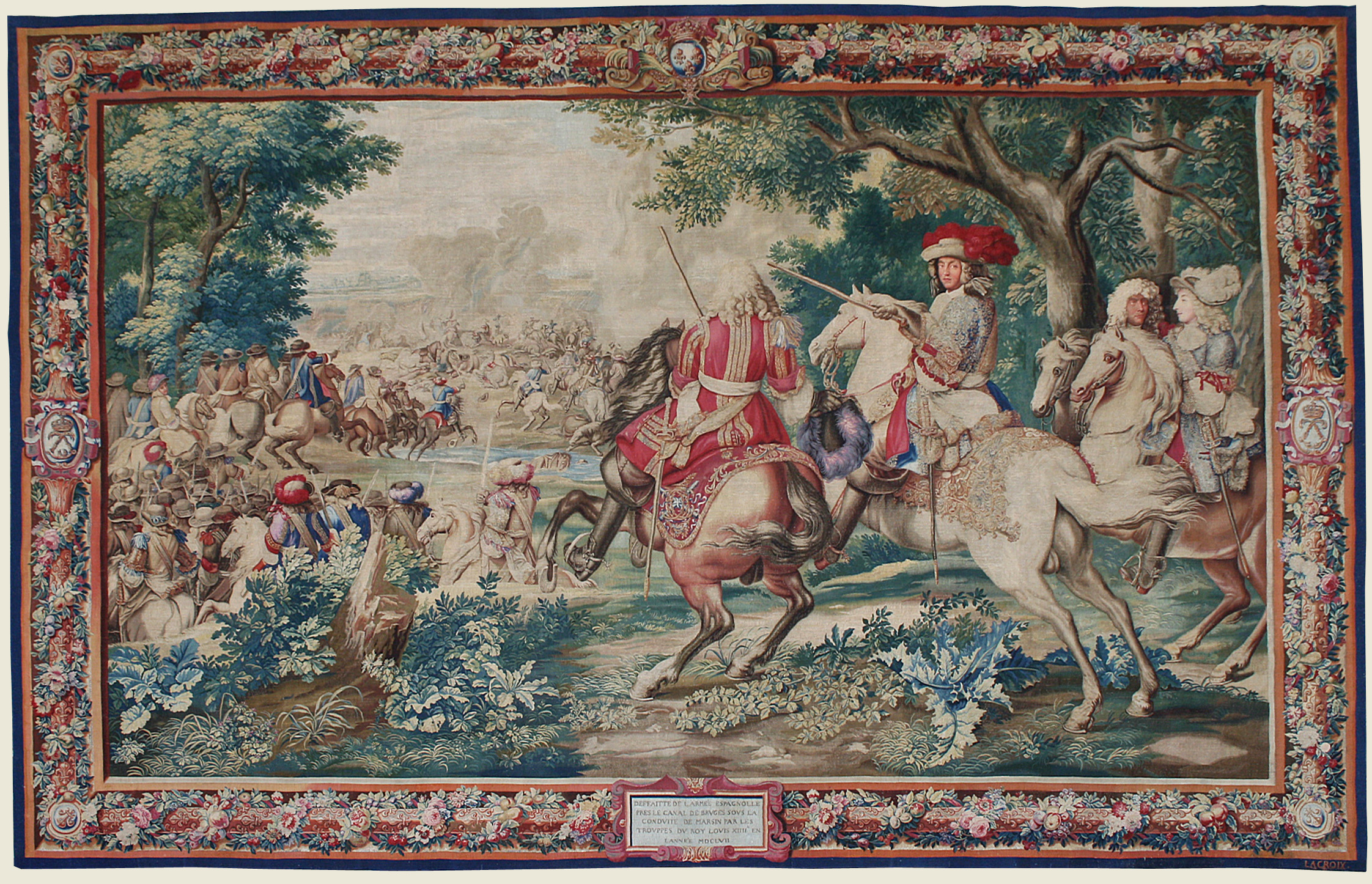
Поражение графа Марсена. Шпалера по картону Ш. Лебрена и А. ван дер Мейлена. Между 1711 и 1715
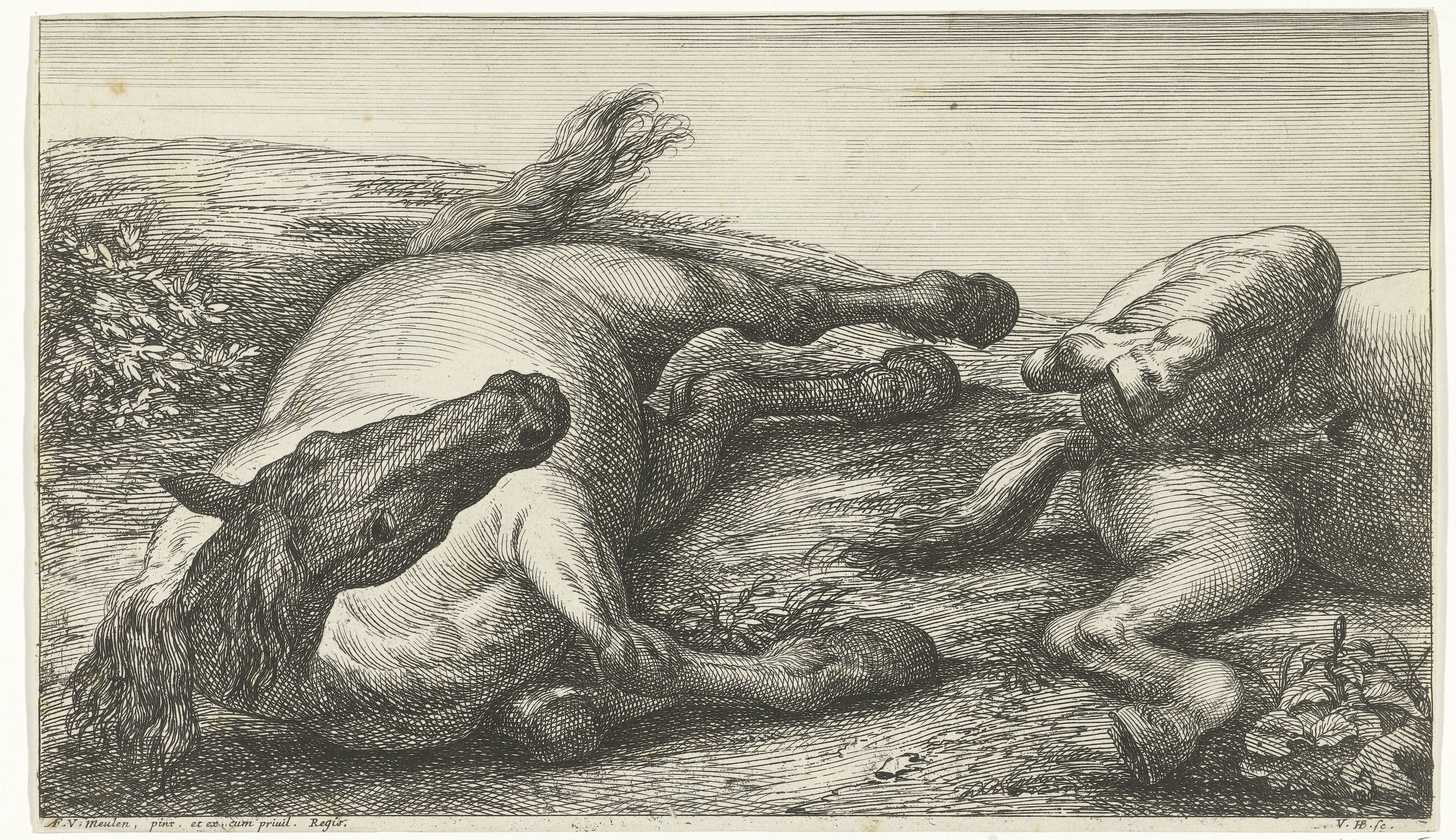
Лошадь, лежащая на правом боку. Офорт Я. ван Хухтенбурга по рисунку ван дер Мейлена. Между 1674 и 1733